# Iñaki Cañal
Iñaki Cañal García, född 30 september 1997, är en spansk kortdistanslöpare.

## Karriär
I juli 2015 var Cañal en del av Spaniens stafettlag vid junior-EM i Eskilstuna som blev diskvalificerade i försöksheatet.
I mars 2022 var Cañal en del av Spaniens stafettlag tillsammans med Bruno Hortelano, Manuel Guijarro och Bernat Erta som tog silver på 4×400 meter vid inomhus-VM i Belgrad. I maj 2022 var han en del av Spaniens stafettlag tillsammans med Samuel García, Oscar Husillos och Manuel Guijarro som tog silver på 4×400 meter Iberoamerikanska mästerskapen i La Nucia. Följande månad tog Cañal silver på 400 meter vid spanska mästerskapen i Nerja.
I juli 2022 slutade Cañal på femte plats på 400 meter vid Medelhavsspelen i Oran. Samma månad var han en del av Spaniens stafettlag tillsammans med Sara Gallego, Óscar Husillos och Eva Santidrián som inte gick vidare från försöksheatet på 4×400 meter mixstafett. I augusti 2022 tävlade Cañal i två grenar vid EM i München. Individuellt blev han utslagen i semifinalen på 400 meter, men noterade ett nytt personbästa på 45,83 sekunder i försöksheatet. Cañal var även en del av Spaniens stafettlag tillsammans med Lucas Búa, Óscar Husillos och Samuel García som slutade på fjärde plats på 4×400 meter efter ett lopp på 3.00,54, vilket blev ett nytt nationsrekord.
I februari 2023 tog Cañal silver på 400 meter vid spanska inomhusmästerskapen i Madrid och noterade ett nytt personbästa på 45,89 sekunder. Följande månad tävlade han på 400 meter vid inomhus-EM i Istanbul men skadade sig i försöksheatet och kom inte till start i semifinalen.

## Tävlingar

### Internationella
| År                   | Tävling                        | Plats                | Placering            | Gren                 | Tid                  |
| Tävlande för Spanien | Tävlande för Spanien           | Tävlande för Spanien | Tävlande för Spanien | Tävlande för Spanien | Tävlande för Spanien |
| -------------------- | ------------------------------ | -------------------- | -------------------- | -------------------- | -------------------- |
| 2015                 | Junioreuropamästerskapen       | Eskilstuna           | –                    | 4×100 m stafett      | 0DSQ0                |
| 2022                 | Inomhusvärldsmästerskapen      | Belgrad              | 2:a                  | 4×400 m stafett      | 3.06,82              |
| 2022                 | Iberoamerikanska mästerskapen  | La Nucia             | 2:a                  | 4×400 m stafett      | 3.04,05              |
| 2022                 | Medelhavsspelen                | Oran                 | 5:e                  | 400 meter            | 46,44                |
| 2022                 | Världsmästerskapen             | Eugene               | 11:e (h)             | 4×400 m mixstafett   | 3.16,14              |
| 2022                 | Europamästerskapen             | München              | 18:e (sf)            | 400 meter            | 46,10                |
| 2022                 | Europamästerskapen             | München              | 4:e                  | 4×400 m stafett      | 3.00,54              |
| 2023                 | Europeiska inomhusmästerskapen | Istanbul             | – (sf)               | 400 meter            | 0DNS0                |

### Nationella
| - Spanska friidrottsmästerskapen (utomhus): - 2022: Silver – 400 meter (46,04 sekunder, Nerja) | - Spanska friidrottsmästerskapen (inomhus): - 2023: Silver – 400 meter (45,89 sekunder, Madrid) |

## Personliga rekord
| Utomhus - 100 meter – 10,53 (Santander, 30 juni 2018) - 200 meter – 20,93 (Castellón de la Plana, 16 juni 2022) - 400 meter – 45,83 (München, 15 augusti 2022) | Inomhus - 60 meter – 6,75 (León, 22 december 2018) - 200 meter – 21,56 (Valladolid, 30 januari 2016) - 400 meter – 45,89 (Madrid, 19 februari 2023) |